# William Clayton (personaggio)
William Clayton (nome completo "William Cecil Clayton") è un personaggio della saga letteraria di Tarzan.

## Biografia
William Cecil Clayton è l'ignaro cugino di Tarzan e quindi illegittimo Lord Greystoke.
Nel primo libro, Tarzan delle Scimmie, si trova insieme al dottor Porter, Jane, un collega del dottor Porter e la serva Esmeralda quando incontra Tarzan nella giungla. Dopo una serie di peripezie sposerà Jane.
Nel successivo libro, Il ritorno di Tarzan, William muore, non prima di rivelare a Tarzan la sua identità come lord Greystoke.

## Altri media
William Clayton è apparso nelle prime trasposizioni cinematografiche di Tarzan, ovvero i film muti del 1918 Tarzan of the Apes e The Romance of Tarzan, dove è interpretato da Colin Kenny.
In altri adattamenti il suo personaggio da antagonista dell'eroe è stato riadattato con altri nomi/ruoli, come quello di Harry Holt nei seguenti film:
- Tarzan l'uomo scimmia (1932), interpretato da Neil Hamilton
- Tarzan l'uomo scimmia (1959), interpretato da Cesare Danova
- Tarzan, l'uomo scimmia (1981), interpretato da John Phillip Law
- Tarzan (1999)
- Tarzan (2014)

## Versione Disney
Nel film d'animazione del 1999 Tarzan (37º classico Disney) Clayton è il principale antagonista, creato da Chris Buck e Kevin Lima. È doppiato da Brian Blessed nella versione originale e da Stefano De Sando in quella italiana. Appartiene al franchise dei Cattivi Disney.
È un cacciatore di frodo incaricato di proteggere Jane Porter e suo padre Archimedes Q. Porter in una spedizione in Africa alla ricerca dei gorilla, ma il suo vero obiettivo è usare tale viaggio come pretesto per cacciare i gorilla e venderli al mercato nero.
Inizialmente, Clayton si presenta come un gentiluomo dai modi affettati e cavallereschi, anche se con un carattere cinico e intollerante nei confronti dei suoi "protetti" e di Tarzan. Ha anche mostrato un certo odio nei confronti degli animali e ignoranza in materia naturale, nutrendo pregiudizi nei confronti dei gorilla - da lui ritenuti animali feroci e violenti, in contrasto con l'ipotesi del professor Porter che i gorilla siano generalmente creature sociali. A ciò si unisce una certa paranoia nei confronti della giungla, poiché si dimostra eccessivamente legato alla propria incolumità, cosa che lo porta a usare facilmente il suo fucile a doppia canna nel momento in cui sospetta che un animale diverso da un gorilla possa trovarsi nelle vicinanze.
Col passare del tempo, nel film, la pazienza di Clayton nei confronti dei Porter e di Tarzan si assottiglia e con essa la sua vera natura malvagia e i suoi avidi propositi iniziano a rivelarsi. A differenza di molti cattivi Disney, Clayton si dimostra tutt'altro che codardo; quando, dopo aver sparato a Kerchak, Tarzan riesce a disarmarlo e lo minaccia con il suo stesso fucile, non implora di avere salva la vita ma addirittura canzona Tarzan esortandolo a premere il grilletto e "a comportarsi da uomo".
Secondo il commento audio del DVD di Tarzan, le azioni di Clayton durante i suoi ultimi momenti nel film dovevano rispecchiare l'antagonista iniziale del film Sabor, simboleggiando così la crescente mancanza di umanità di Clayton e la sua discesa nella follia animalesca.
Come spiegato nella trama del film, il suo vero scopo si rivela essere in realtà trovare i gorilla per catturarli e venderli al mercato nero. Cerca di convincere Tarzan ad aiutarlo a cercare i gorilla, ma quest'ultimo si rifiuta di farlo, perché Kerchak gliel'ha proibito. Quando però Jane sta per andarsene perché lo scopo della sua missione (studiare i gorilla) non è riuscito, Tarzan accetta di collaborare. A quel punto Clayton e i suoi uomini rivelano le loro reali intenzioni e riescono a rapire i gorilla, che vengono poi liberati da Tarzan. I gorilla e gli altri animali della giungla riescono a sconfiggere gli scagnozzi di Clayton e quest'ultimo spara a Kerchak, ferendolo gravemente. Tarzan, infuriato, ingaggia una lotta con Clayton, nella quale l'uomo-scimmia ruba il fucile a Clayton. Nonostante Tarzan, non volendo diventare come lui, gli risparmi la vita distruggendo l'arma, Clayton sguaina il suo machete e lo attacca. Tarzan, per difendersi, gli tira addosso diverse liane che si legano intorno al corpo del cacciatore che, fuori di senno, cerca di liberarsi dalle liane tagliandole con il machete, senza rendersi conto però del vuoto che ha sotto i piedi e di una liana intorno al suo collo. Tarzan tenta di avvertirlo, ma Clayton taglia quasi tutte le liane precipitando nel vuoto, rimanendo impiccato alla liana legata intorno al suo collo e morendo.
Clayton compare anche come boss finale nel videogioco del film, dove inseguirà Tarzan fin sulla cima di una rupe. Evitando gli spari e i pugnali del cacciatore, Tarzan colpisce Clayton a distanza fino a farlo precipitare.
Infine, Clayton appare nel videogioco Kingdom Hearts, dove ha sempre lo stesso obiettivo, ma a differenza del film, invece dei marinai del suo equipaggio, si serve degli Heartless.